# Ocotlán (Tlaxcala)
Ocotlán is een plaats in de Mexicaanse deelstaat Tlaxcala. Ocotlán heeft 22.082 inwoners (census 2005) en is gelegen in de gemeente Tlaxcala.
Ocotlán is een bedevaartsoord wegens Onze-Lieve-Vrouwe van Ocotlán, die in 1541 aan een indiaanse jongen zou zijn verschenen.

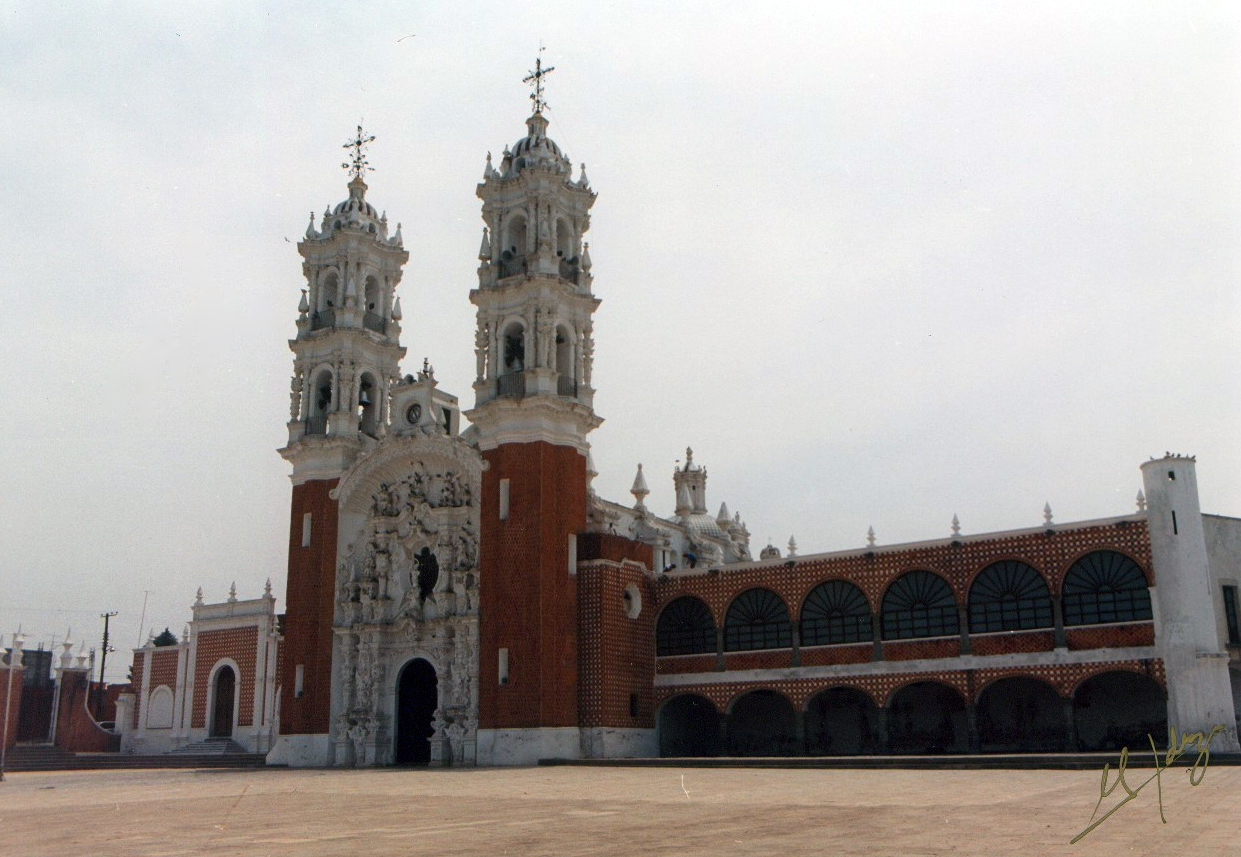
Basiliek van Ocotlán